# Бронзани-Майдан
Бронзани-Майдан (серб. Бронзани Мајдан / Bronzani Majdan) — село в общине Баня-Лука Республики Сербской Боснии и Герцеговины. Население составляет 648 человек по переписи 2013 года.

## География
Село расположено в 30 километрах к западу от города Баня-Лука на дороге на Сански-Мост. Входит в микрорайон Бронзани-Майдан, куда включены селения Обровац и Мелина.

## Население

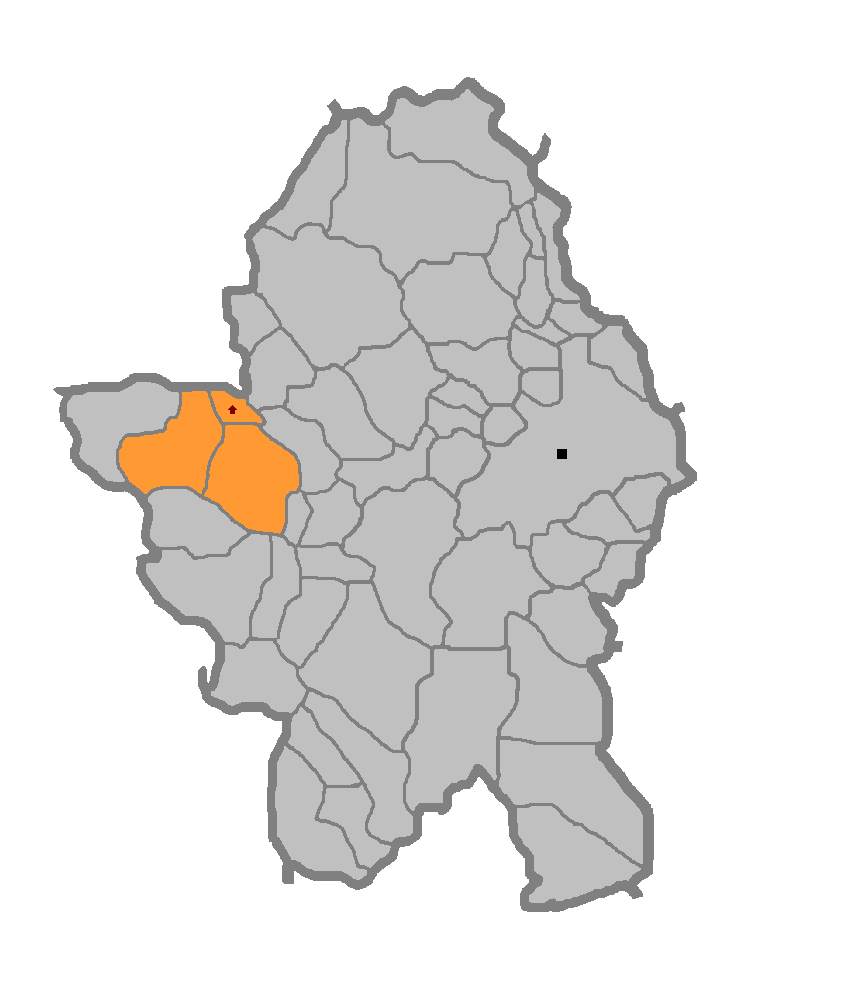
Бронзани-Майдан и его территория на карте общины Баня-Лука

## История
Ранее то же самое имя носила община, которую упразднили в 1963 году, включив с общинами Иваньска и Крупа-на-Врбасу в состав общины Баня-Лука. По переписи населения 1961 года в общине проживали 18046 человек. В состав общины входили населённые пункты: Бистрица, Борковичи, Бронзани-Майдан, Вилуси, Голеши, Зеленци, Кмечани, Мелина, Обровац, Перван-Горни, Перван-Дони, Радманичи, Славичка, Стратинска и Суботица.

## Культура
Вблизи села располагается часть монастыря Гомионица, чьи основные строения находятся в селе Кмечани.

## Спорт
В селе базируется футбольная команда «Гомионица».